# Tiquadra atomarcha
Tiquadra atomarcha är en fjärilsart som beskrevs av Edward Meyrick 1917. Tiquadra atomarcha ingår i släktet Tiquadra och familjen äkta malar. Inga underarter finns listade i Catalogue of Life.